# Sara Baggioli
Sara Baggioli (Bordighera, 23 novembre 1989) è un'ex cestista italiana.

## Carriera
Ala di 180 cm, ha giocato in Serie A1 con Pozzuoli.